# 테네시 윌리엄스
토마스 래니어 윌리엄스 3세(영어: Thomas Lanier Williams III, 1911년 3월 26일 ~ 1983년 2월 25일)는 테네시 윌리엄스(영어: Tennessee Williams)라는 필명으로 알려져 있는 미국의 극작가이다. 아이오와 주립 대학에서 극작을 공부하고, 그 후 희곡·시·단편 등을 썼다. 그의 작품의 무대는 그가 태어난 남부 지방이 대부분이며 그 곳에서 과거의 생활을 그리며 살아가는 여성들의 슬픔을 시적으로 표현하였다. 그의 작품들은 세계 여러 나라에서 연극으로 상연되고 있다.

## 어린 시절
토마스 레니어 윌리엄스 3세는 미시시피주의 콜롬버스시에서 에드위나 윌리엄스와 코닐리우스 윌리엄스의 2번째 아이로 태어났다. 그의 할아버지인 월터 다킨은 미국 성공회의 사제였고 할머니인 로스 다킨은 음악선생님이였다. 토마스의 아버지는 술을 자주 마셨고 직업으로는 길거리를 떠돌면서 신발을 팔았다. 따라서 집에서 가족과 보내는 시간은 거의 없었다. 그의 어머니는 Southern Belle주의를 믿었다. 토마스가 태어난 후, 월터 다킨은 미시시피주의 클락크스데일시의 교구로 전직해서 토마스는 자신의 할아버지를 따라서 클락크스데일에서 어린 시절을 보냈다.
윌리엄스는 로즈 (1909-1996)라는 누나와 다킨 (1919-2008)이라는 남동생도 있었다. 그는 어릴 때 “톰”이라는 별명으로 불렸고 누나인 로즈와 굉장히 친하게 지냈다. 연극 학자 알리안 헤일은 토마스와 로즈의 관계가 거의 쌍둥이의 관계 같다고 주장하기도 한다. 윌리엄즈 가정에는 오지라는 흑인의 아이를 보는 여자도 있었는데 그녀는 로즈와 함께 어린 토마스와 시간을 가장 많이 보냈다. 따라서 헤일은 토마스가 어렸을 때 여자들에 둘러싸인 환경에서 자라서 그의 작품들에서 흔히 여자들에 대한 공감이 많이 나타난다고 추측한다. 특히 감수성이 풍부했고 수줍었던 로즈는 토마스의 작품들에서 나오는 많은 인물들의 영감이 될 수 있다고 헤일은 주장한다.
토마스는 어린 시절부터 치명적인 병 (디프테리아 혹은 류마티스성 열)에 시달려서 거의 1년동안 집에서 외출을 할 수 없는 불행을 겪었다. 토마스의 아버지 코닐리우스 윌리엄스는 테네지 주의 동쪽에 거주했던 개척자의 후손이였고 거친 성격을 지니고 살았다. 그는 토마스의 여자 같은 성격을 싫어했고 토마스의 어머니 에드위나는 코닐리어스와의 원치 않은 결혼에 의해서 항상 토마스에게 고압적인 태도를 보였다. 많은 전문가들은 이렇게 문제가 많았던 토마스의 가족이 토마스의 많은 작품들의 자극이 되었다고 주장한다.

## 교육
토마스가 8살일 때, 그의 아버지는 미주리주의 세인트루이스 시에서 일했다. 그는 직업이였던 신발회사에서 승진을 했으나 음주와 폭력적인 성격으로 토마스의 가족을 여러차례 이사하게 했다. 토마스는 자신의 작품인 유리동물원에서 나오는 솔단 고등학교에 다녔고 미주리주에 있는 다른 공립학교로 전학을 하기도 했다. 16살의 나이에 그는 Smart Set이라는 작문 콘테스트에서 3등으로 수상을 했고 1년 후에는 그의 단편소설인 The Vengeance of Nitocris가 Weird Tales라는 잡지에 실리기도 했다. 그리고 17살 때 토마스는 처음으로 유럽에 여행을 떠났다.
1929년부터 1931까지 토마스는 콜롬비아시에 있는 미주리 주립대학에 다니면서 저널리즘 수업을 들었다. 이 대학의 저널리즘과는 세계에서 최고로 손꼽혔으나 토마스에게는 수업이 지루하게 느껴졌고 다른 여자에게 깊이 빠져 있었다. 그는 시, 소설, 연극등을 쓰기 시작했고 작문대회에 자신의 작품들을 제출하면서 상금을 많이 받았다. 그는 Beauty is the Word (1930)와 Hot Milk at Three in the Morning (1932)라는 연극을 제출했다.
그 후, 토마스는 입대해서 훈련을 받으려 했으나 실패했고 대학교 2학년때는 아버지가 강제로 그를 신발회사에 취직하게 했다. 토마스는 이것을 굉장히 싫어했고 신발공장에서 일의 스트레스를 해소하기 위해 그 어느 때보다 글을 더 많이 쓰기 시작했다.

## 작품 세계
그는 전후(戰後)를 대표하는 미국 극작가의 한 사람이다. 그의 시적인 대사 표현력은 극적인 분위기와 정서를 무대상에 풍기는 데 있어 발군의 힘을 갖는 작품이다. 한때는 모든 희곡이 윌리엄스조(調)로 되는 것이 아닌가 하고 염려할 정도였다. 여성을 묘사하는 데 있어서는 절묘한 맛을 풍기고 있는데, 그 밑바닥에는 감춰진 잔혹성과 같은 것이 있다. 왜냐하면 그가 그려내는 여성의 운명은 비참하기 짝이 없기 때문이다.

청년시대의 그는 학생, 방랑생활, 구두 세일즈맨 등 어수선한 생활을 했는데, 최초의 장편희곡 <천사들의 싸움>(1940)은 그룹 시어터가 채택하여 보스턴에서 시연(試演)까지 했으나 브로드웨이에서의 공연은 이루어지지 못하였다. 그 후에도 여러 일에 손을 대어 지방극단을 위해 1막물 등을 쓴 후, 1945년에 상연된 <유리 동물원>의 대성공으로 일약 유명해졌다. <유리 동물원>은 남부를 배경으로 과거의 추억을 고수하는 어머니와 부끄러움이 많은 젊은 불구의 처녀, 그리고 생활의욕에 불타는 청년의 꿈과 좌절을 그린 매우 시적(詩的)인 극이다.

대표작으로 <욕망이라는 이름의 전차>(1947) <여름과 연기>(1948) <장미의 문신>(1951) <뜨거운 양철지붕 위의 고양이>(1955) <하늘에서 내려온 오르페우스>(1957) <청춘의 달콤한 새>(1959) <이구아나의 밤>(1962) 등이 있고, 양상과 형태가 다른 작품으로는 <카미노 레알>(1953) <지난 여름 갑자기>(1958)가 있는데, 여기에서는 그로테스크한 내용을 취급하고 있다.

근작으로는 <밀크 열차는 이제 이곳에 서지 않는다> <작은 배의 위험신호>(1972) 등이 있지만 과거의 빛은 사라진 듯하다.